# Entfliehet, verschwindet, entweichet, ihr Sorgen, BWV 249a
Entfliehet, verschwindet, entweichet, ihr Sorgen, BWV 249a (Fugiu, preocupacions, desapareixeu, escapeu) és una cantata profana de Johann Sebastian Bach, per a l'aniversari de Christian de Saxònia-Weiβenfels, estrenada a Weißenfels el 23 de febrer de 1725.

## Origen i context
El text és de Picander, publicat el 1727 en la primera sèrie del recull Ernst-Scherzhaffte und Satyrische Gedicthe (Poemes seriosos, graciosos i satírics), està dedicada al 43è aniversari del duc Christian de Saxònia-Weiβenfels. És una obra, -coneguda també com a Cantata pastoral- perduda que ha estat possible reconstruir a patir de la primera versió de l'Oratori de Pasqua, BWV 249, composta cinc setmanes més tard a Leipzig, si bé no fou estrenada fins al 1735, que és una paròdia d'aquesta cantata. Amb posterioritat fou adaptada a l'ambient religiós i interpretada com a Haupt-Music el diumenge de Pasqua, l'1 d'abril de 1725 amb el títol Kommt, gehet und eilet; el 25 d'agost de l'any següent, fou interpretada a Leipzig, de nou com a profana, per a la felicitació del comte Joachim Friedrich von Flemming, amb el títol Verjaget, zerstreuet, zerrüet, ihr Sterne i subtítol Die Freier des Genius,  BWV 249b. No es conserva cap partitura ni particel·la, conté deu números, una simfonia inicial, quatre parelles ària-recitatiu, i una ària final. Escrita per a soprano, contralt, tenor, baix; tres trompetes, timbals, dues flautes de bec, dos oboès, corda i baix continu amb fagot. Inspirada en les Bucòliques de Virgili descriu la conversa entre els pastors, Menalcas (baix) i Dametas (tenor) i les pastores Doris (soprano) i Sílvia (contralt); entre tots s'animen a deixar la feina pròpia de tenir cura del ramats i participar en la festa d'homenatge al duc.